# اسکونه
اِسکونه (به سوئدی: ) نام یکی از استان‌های سوئد در جنوب این کشور است.
این منطقه به شکل دماغه‌ای شبیه به یک شبه‌جزیره در جنوبی‌ترین نقطه کشور سوئد می‌باشد که توسط آبهای دریای بالتیک از سوی شرق و جنوب، تنگه اورِسوند (Öresund) از غرب و آبهای تنگه کَتِگات (Kattegat) از شمال غرب احاطه شده‌است.
از شمال با استان‌های هالاند و اسمولاند و از شمال شرق با استان بِلِکینگه هم‌مرز است و مرکز آن شهر مالمو می‌باشد.
دشتهای مشرف به سواحل شمال و تفرجگاه‌های تابستانی آن، جزو حاصلخیزترین مناطق سوئد به‌شمار می‌روند. درختان برگریز به ویژه راش، متعلق به بخشهایی جنوبی بوده و درختان مخروطی در شمال این استان یافت می‌شوند.
کلیساهای سده‌های میانه و قلعه‌های متعلق به قرون شانزدهم و هفدهم و همچنین عمارت‌های اربابی از نشان‌های ویژه منطقه اسکونه می‌باشند. این استان که در قدیم بخشی از پادشاهی دانمارک بود، به سال ۱۶۵۸ میلادی پس از جنگ‌های بسیار طی یک پیمان صلح، به سوئد واگذار شد.
گرچه اسکونه از لحاظ وسعت، کمتر از سه درصد سوئد را دربرگرفته (۱۱٬۳۶۹ کیلومتر مربع)، اما با حدود ۱٬۲۰۰٬۰۰۰ نفر سکنه، ۱۳ درصد جمعیت این کشور را تشکیل می‌دهد
به عنوان تولیدکننده اصلی مواد غذایی سوئد از اهمیت بسیار بالایی برخوردار است؛ به همین خاطر، به «انبار غله» این کشور معروف گشته‌است. از محصولات اصلی آن، گندم، چاودار، جو، جو صحرایی، سیب‌زمینی و چغندر قند است.
به غیر از مالمو که سومین شهر بزرگ سوئد محسوب می‌شود، شهر لوند (Lund) که از آن به عنوان مرکز فرهنگی جنوب سوئد یاد می‌شود، هلسینگبوری (Helsingborg)، لَندزکرونا (Landskrona) و کریستیانستاد (Kristianstad) از شهرهای اصلی این استان به‌شمار می‌روند.
اسکونه دارای مسیرهای ترابری مناسبی به سایر کشورها از جمله دانمارک، آلمان و لهستان و همچنین یک فرودگاه بین‌المللی در شرق مالمو (نزدیک به اِسکوروپ Skurup) است. پل اورسوند که در سال ۲۰۰۰ میلادی تکمیل شد، این منطقه را به کپنهاگ دانمارک و شِلان (Zealand)وصل می‌کند.